# Сальто (город)
Са́льто (исп. Salto) — второй по величине город Уругвая. Административный центр департамента Сальто, порт на реке Уругвай. Население — 104 028 жителей (2011 год). В настоящий момент не считая столицы страны, города-миллионера Монтевидео, Сальто — единственный город Уругвая, население которого превышает 100 тысяч жителей.

## История
Сальто был образован в 1817 году на месте бывших бразильских укреплений (1756 год). 16 мая 1835 года получил статус малого города (Villa). 16 июня 1837 года стал административным центром департамента. 8 июня 1863 года получил статус города (Ciudad).

## География
Сальто расположен в 496 км к северо-западу от Монтевидео, в 120 км к северу от Пайсанду, на восточном берегу реки Уругвай, напротив аргентинского города Конкордия. Примерно в 12 км к северу от города расположена плотина Сальто-Гранде, которая также выполняет роль моста, связывающего Аргентину и Уругвай.

## Экономика и транспорт
В городе действуют мясоконсервные предприятия. Развито судостроение. Однако, основу экономического развития Сальто в последние годы составляют туризм и тесные торговые отношения с соседней Аргентиной, что объясняется приграничным положением города. У Сальто создался имидж своеобразной уругвайской Ибисы, где значительную часть времени местное население и туристы уделяют ночному образу жизни, вечеринкам и т. д.
Через город проходит национальное шоссе № 3 (исп. Ruta 3). Примерно в 6 км от центра Сальто расположен международный аэропорт Нуэва-Эсперидес (исп. Nueva Hesperides). Имеется железнодорожное сообщение.

## Население
Население города по данным на 2011 год составляет 104 028 человек.
| Год  | Население |
| ---- | --------- |
| 1834 | 1315      |
| 1852 | 2882      |
| 1908 | 19 788    |
| 1963 | 57 975    |
| 1975 | 73 897    |
| 1985 | 80 821    |
| 1996 | 93 117    |
| 2004 | 99 072    |
| 2011 | 104 028   |

Источник: Instituto Nacional de Estadística de Uruguay.

## Знаменитые выходцы
- Энрике Аморим — уругвайский писатель и драматург.
- Альфео Брум (1898—1972) — вице-президент Уругвая в 1947—1952 годах.
- Орасио Кирога — уругвайский писатель.
- Хосе Леандро Андраде — уругвайский футболист, чемпион мира 1930 года.
- Педро Верхилио Роча — уругвайский футболист, полуфиналист ЧМ-1970.
- Луис Альберто Суарес — уругвайский футболист, полуфиналист чемпионата мира 2010.
- Эдинсон Кавани — уругвайский футболист, полуфиналист чемпионата мира 2010.